# Batracharta ochreipennis
Batracharta ochreipennis là một loài bướm đêm trong họ Noctuidae.